# Séisme de mai 526 à Antioche
Le séisme de 526 à Antioche est un séisme dévastateur qui frappe Antioche à la fin du mois de mai 526, point culminant d'une série de tremblements de terre et d'incendies qui touchent la deuxième plus grande ville de l'Empire byzantin entre 525 et 528. Ce tremblement de terre et ses conséquences directes causent, selon l'auteur contemporain des événements Jean Malalas, la mort de plus de 250 000 personnes, ce qui en fait le plus meurtrier de l'histoire de la ville avec celui de 115. 
Au bilan humain s'ajoutent d'immenses destructions matérielles qui laissent Antioche en ruine. Frappée à nouveau en 528 pendant la reconstruction puis pillée par les Perses en 540, la vieille capitale des Séleucides ne retrouvera plus sa splendeur passée.

## Contexte

### Géologie
Antioche se trouve à proximité du point triple de Maraş (l'antique Germanicia) commun aux plaques africaine, anatolienne et arabique :
- à l’extrémité nord de la faille du Levant, faille transformante qui constitue la principale frontière entre la plaque arabique et la plaque africaine ;
- à l'extrémité sud-ouest de la faille est-anatolienne, faille transformante qui constitue la principale frontière entre la plaque anatolienne et la plaque arabique ;
- à l'extrémité nord-est de l'arc chypriote, qui constitue la frontière entre les plaques anatolienne et africaine.

La ville est située dans une plaine qui se trouve à l'extrémité sud-ouest de la vallée d'Amik (en), et qui s'est remplie de sédiments alluviaux depuis le Pliocène.
Au cours des 2 000 dernières années, l'ensemble de la zone a été affecté par de nombreux grands tremblements de terre : en moyenne, un séisme majeur tous les 150 ans.

Le point triple de Maraş (au sud-ouest). L'autre point triple (au nord-est) est celui de Karlıova.

### Religion
Le début du VIe siècle est, dans l'empire byzantin, un moment propice aux interprétations eschatologiques de toutes formes. Des modèles élaborés au début du IIIe siècle par Hippolyte de Rome et Sextus Julius Africanus prévoient la Parousie (la seconde venue du Christ sur terre) pour environ l'an 500,.
Par exemple, à cette époque, certains remarquent que le nom de l'empereur Anastase (qui règne de 491 à 518) évoque le mot grec anástasis (« résurrection »). 
À partir de 525, la région d'Antioche est frappée par une série de catastrophes naturelles : cette année-là, un tremblement de terre dont l'épicentre se situe en Cilicie, vers Anazarbe, est ressenti dans la ville, où il provoque même un important incendie, et à Séleucie de Piérie.
Jean Malalas (v. 491 – v. 578), historien natif d'Antioche et contemporain des faits, les désignera dans ses écrits non pas comme des seismós mais comme des theomênía (des « colères divines »). Malalas ne souscrit pourtant pas à l'hypothèse millénariste, mais en homme de l'époque il ne sépare pas la volonté de Dieu des événements naturels. Le courroux divin s'explique avant tout par les péchés des hommes.

## Séisme
À la fin du mois de mai 526, Antioche accueille de nombreux habitants des campagnes et visiteurs venus célébrer l'Ascension dans cette ville qui abrite le siège d'un patriarcat.
Le date précise du séisme n'est pas connue avec certitude, mais la plupart des sources d'époque (dont la Chronique d'Édesse et Malalas) parlent du 29 mai. La terre commence à trembler à la mi-journée, à une heure où un feu est allumé dans presque chaque maison pour préparer le repas, un détail qui aura de graves conséquences. Le tremblement de terre est décrit dans le livre XVII de la Chronographia de Jean Malalas. Il y est appelé le « cinquième désastre » d'Antioche, :

« La septième année de ce même empereur [Justin Ier], au mois de mai, Olybrius étant consul, Antioche la Grande souffrit, pour la cinquième fois, de la colère divine. À cette époque, une grande épouvante, provoquée par la colère de la divinité, s'empara des mortels ; car ceux qui étaient ensevelis sous les ruines de leurs maisons furent consumés par un feu issu de la terre. En outre, un feu, tombant de l'air comme des étincelles, brûla à la manière de la foudre ceux qu'il rencontrait […]. Les flammes se présentaient partout devant ceux qui s'échappaient précipitamment. […] Le spectacle était tout simplement effrayant à voir et à peine croyable. […] En conséquence, Antioche fut ravagée : aucun temple, aucun monastère, aucun lieu sacré, aucune maison n'échappa à la ruine, à l'exception de ceux qui se trouvaient près de la montagne. […] Tous les édifices qui avaient résisté au tremblement de terre furent détruits de fond en comble par le feu. Il y eut environ deux cent cinquante mille morts. […] Des femmes enceintes étaient extraites des ruines après vingt et même trente jours, sans blessures. […] Après la chute de la ville, il y eut d'autres tremblements de terre dans l'espace d'un an et six mois. »

— Jean Malalas, Chronographia.
Le chiffre de 250 000 morts avancé par Malalas concerne sans doute toute la région touchée, et pas la seule ville d'Antioche où Procope de Césarée dénombre 50 000 morts. Ces chiffres incluent peut-être les victimes des incendies qui dévastent la ville pendant plusieurs jours, et peut-être aussi les réfugiés qui quittent la région pour d'autres provinces de l'empire.
Le patriarche Euphrasios fait partie des victimes. La Chronique d'Édesse, texte historiographique anonyme du VIe siècle qui utilise l'ère séleucide pour dater les événements, précise qu'il fut enseveli dans l'effondrement d'une maison, mais qu'il ne mourut pas tout de suite, car on l'entendit encore se lamenter toute une journée sous les décombres. Il est possible que l'auteur Eustathe d'Épiphanie soit également mort dans la catastrophe, la rédaction de son œuvre Épitomé chronologique s'interrompant soudainement à l'année 503, après la prise d'Amida par l'armée sassanide de Kavadh Ier.
Après le tremblement de terre, des survivants se rassemblent dans l'église du Kerateion (en), le quartier juif. Les bâtisses situées à proximité des contreforts du mont Silpius (voir carte) semblent avoir mieux résisté aux secousses ; dans la ville basse, tout est détruit ou gravement endommagé. Un mélange d'eau et de sable, remonté au niveau du sol, fragilise les fondations des bâtiments dont plusieurs s'enfoncent dans la terre meuble.

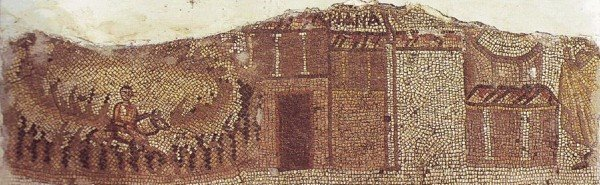
Cette mosaïque retrouvée à Daphné représente peut-être la grande église d'Antioche (à droite), à côté du palais impérial.

La cathédrale (en), aussi connue sous le nom de « grande église » et de « Domus Aurea » en raison de sa coupole dorée, est abîmée par le tremblement de terre puis détruite entre deux jours et une semaine plus tard — selon les sources — par les incendies. Sa construction avait commencé en 327 à un lieu aujourd'hui inconnu (mais probablement dans la Ville Neuve sur l'île de l'Oronte), sous le règne de Constantin le Grand et l'épiscopat d'Eustathe d'Antioche. Elle avait été inaugurée le 6 janvier 341, jour de l'Épiphanie, en présence de l'empereur Constance II, de l'évêque Flaccillus et d'une centaine d'autres évêques réunis pour le concile dit « de la Dédicace ». Les églises dédiées à l'archange Michel, à la Vierge Marie, aux Prophètes et à Saint Zacharie subissent le même sort, dévorées par les flammes.
Les localités voisines de Daphné et Séleucie de Piérie sont aussi gravement touchées. Procope de Césarée parle de dégâts jusqu'à Anazarbe.
Dans la panique, de nombreuses personnes cherchent à fuir la ville. Malalas rapporte que pendant plusieurs jours, les autorités, désorganisées, ne sont pas en mesure de ramener l'ordre et que ces réfugiés sont la cible des voleurs. Il raconte l'histoire d'un certain Thomas, lui-même Antiochien, qui pendant quatre jours rançonna les fuyards qui passaient près du sanctuaire de saint Julien, non loin de la ville. Il mourut subitement, un décès attribué à une juste punition divine, et son corps fut brûlé.
Le même auteur décrit un miracle qui aurait eu lieu le premier dimanche après le séisme : une croix apparut dans le ciel, et les Antiochiens chantèrent le Kyrie pendant une heure.

## Conséquences
D'après l'historien byzantin Georges Cédrène, qui écrit vers 1057, l'empereur Justin Ier fut très touché par la catastrophe, au point d'adopter un comportement étrange : 

« Ce fut la fin de la ville la plus noble et la plus élégante. […] L'empereur s'affligea extrêmement de ce désastre ; ayant rejeté le diadème et la pourpre, il se revêtit d'un sac et la tête couverte de cendres, il se lamenta pendant plusieurs jours. »

— Georges Cédrène, Synopsis historion.
À la Pentecôte, l'empereur se rend à pied à Sainte-Sophie, en habit de deuil.
Le comte de l'Orient (Comes Orientis), Éphrem, prend en charge les travaux de déblaiement et de reconstruction. Des ingénieurs et des fonds sont envoyés de Constantinople et d'abord sont remis en état les ponts, l'approvisionnement en eau et les bains. La reconstruction coûta 2 000 livres d'or. Les travaux sont perturbés par les répliques qui durent des mois. 
L'année suivante, Éphrem succède à Euphrasios en tant que patriarche, la fonction étant restée vacante. La Chronique d'Édesse indique qu'il conserve sa charge de comte et cumule les deux titres.

### Séisme de 528
Antioche est à nouveau frappée par un tremblement de terre le 29 novembre 528 qui affecte la région dans un périmètre d'une quinzaine de kilomètres, touchant Daphné et peut-être aussi Séleucie,.
La plupart des édifices reconstruits et ceux qui avaient échappé au précédent séisme sont détruits. Le bilan moindre de 4 870 morts s'explique par le dépeuplement de la ville qui n'a pas encore été résorbé. Ce nouveau désastre achève de terroriser les Antiochiens, qui sont nombreux à ne plus douter de l'imminence de la fin du monde. L'hiver très rigoureux cette année-là empêche un déploiement efficace de l'aide et il n'est alors pas rare, selon Malalas, de voir des habitants se réunir en processions pieds nus dans les rues enneigées de la ville, chantant le Kyrie et d'autres litanies, faire pénitence ou se livrer à des pratiques comme l'auto-flagellation dans l'espoir d'apaiser la colère divine. Toujours d'après Malalas, ces actions ne s'arrêtèrent que lorsqu'un citoyen, rapportant un rêve, convainquit le peuple d'inscrire le slogan « Le Christ est avec nous. Levez-vous ! » sur les portes des maisons subsistantes afin de calmer la terre.

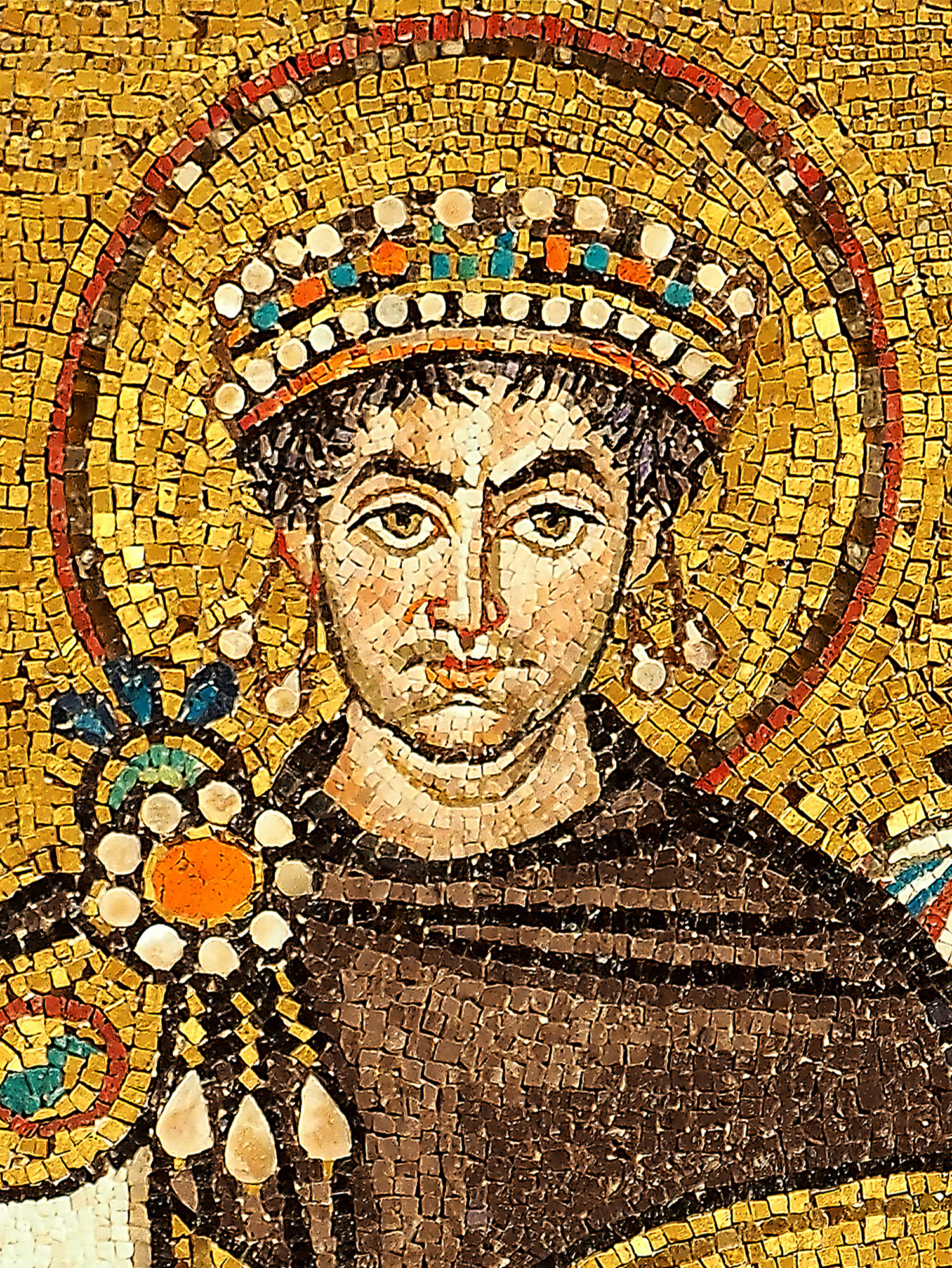
L'empereur Justinien.

Le patriarche Éphrem informe le nouvel empereur, Justinien, de l'événement. Celui-ci, en plus d'ordonner la tenue de processions à Constantinople et à travers l'empire, envoie des fonds pour la reconstruction de la ville et de Séleucie et les exempt d’impôts pendant trois ans. Dans l'espoir de conjurer le mauvais sort, Antioche est rebaptisée Théopolis, la « cité de Dieu »,. 
La ville est reconstruite progressivement. À cause du montant important des dépenses, Justinien décide d'abattre la muraille et d'en construire une nouvelle plus proche du centre-ville, réduisant de fait la taille de la cité. Le cours de l'Oronte est détourné pour le faire passer au pied des nouveaux murs et l'île disparait. La cathédrale est relevée en 537, à un emplacement inconnu mais dans les limites de la nouvelle ville. 
Théopolis est pillée et incendiée en juin 540 par les Perses de Khosro Ier qui déporte ses habitants vers la Mésopotamie.
Après un nouveau tremblement de terre meurtrier en octobre 588, qui fait environ 60 000 victimes, la ville redevient Antioche. La cathédrale est à nouveau détruite et ne sera plus rebâtie. Antioche n'est pas plus épargnée pendant les siècles suivants, avec de nouveaux séismes en 713, 859, 972 et en 1110.